# Palacio Giustiniani
El palacio Giustiniani o Alessandro Giustiniani, es un edificio histórico italiano situado en la Via di San Bernando, en el centro histórico de Génova. El edificio fue incluido en la lista de Rolli de Génova.

## Historia y descripción
El palacio se encuentra en el histórico cruce de Piazzalunga, elemento divisorio entre un área llena de edificios religiosos y otra, con muchas más construcciones, de la antigua ciudad.
Las primeras noticias surgen en el siglo XIV, cuando el lugar es citado en la lista de los bienes de las familias Sauli y Giustianiani. Es incluido por primera vez en el rollo de 1599 como propiedad de Alessandro Giustiniani. 
Destaca en el primer piso una loggia de orden jónico con balaustre que se abre en un pequeño patio interno. En el piso bajo, son todavía visibles dos columnas de mármol blanco que documentan la planta original del patio y de la escalera. El portal exterior, en mármol blanco, está configurado por lesenas de gran relieve.